# 愛媛阪神フェリー
愛媛阪神フェリー株式会社（えひめはんしんフェリー）は、かつて愛媛県松山市に本社を置き、兵庫県神戸市の神戸港から愛媛県今治市の今治港を経由して愛媛県松山市の松山観光港を結ぶフェリー航路を運航していた海運会社。本四架橋の影響による経営悪化や航路再編により、航路を廃止した。
設立当時は来島どっくグループだった為、船名も同グループ所有の娯楽施設（ホテル奥道後）に因んで、「おくどうご」と付けられた。

## 沿革
- 1972年 - 会社設立、神戸 - 今治間で就航。
- 1984年 - 松山延航。
- 1997年10月1日 - 共同運航していた三宝海運が解散。愛媛阪神フェリーが船舶を含む事業を譲受。
- 1998年 - ダイヤモンドフェリーと共同運航開始。
- 2000年 - 四国運輸局に航路廃止を申請し、同年7月10日に航路廃止。

のちに会社は、三宝海運から譲渡されたトラック輸送部門を継続し、「愛媛阪神ライン」となる。

## 航路
- 神戸港 - 今治港 （1972～1984）
- 神戸港 - 今治港 - 松山観光港（1984以降、一時期神戸港 - 今治港 ）
  - 1995年頃までは、三宝海運と共同運航していた。
  - 1998年から航路廃止までは、ダイヤモンドフェリーと共同運航していた。
- 大阪港- 今治港 1995年、阪神・淡路大震災により東神戸フェリーセンターが使用できなくなり、一時的に大阪南港フェリーターミナルが使用されるようになった。その後、神戸港の利用を六甲アイランドに移転した。震災の日、「おくどうご３」は神戸港に接岸直前であり、被災を免れた。なお、震災当日は泉大津港に接岸した。

## 船舶
- おくどうご

1972年7月 高知重工建造、総トン数4,440t 全長118.86m 幅20.6m 最大出力10,000PS
最大速力21ノット 航海速力19ノット
旅客定員1,050名 8トントラック40台 乗用車100台
「おくどうご」と書かれた看板を兼ねた高い一本煙突が特徴で、船内設備は、ライバルの「ほわいとさんぽう」に比べ、 はるかに充実していた。1973年4月に同グループ会社である、ダイヤモンドフェリーに用船され、僅か一年足らずで神戸～ 今治航路から離れた。その後1983年にフィリピンに売却SantaFloretinaと改名 2006年11月解体。
- おくどうご2

1973年4月 高知重工建造、総トン数4,852t 全長118.86m 幅20.6m 最大出力10,000PS
最大速力19.5ノット 航海速力18ノット
旅客定員1,100名 8トントラック40台 乗用車100台
基本的に「おくどうご」と同型であるが、ブリッジの形状と、Aデッキ後部の客室を増やした。
1976年4月にダイヤモンドフェリーに用船 1982年に係船、1987年に台湾に売船HappyPrincessと改名、1999年フィリピンに売船PrincessOfNegrosと改名 2007年解体。
- おくどうご3

1976年3月 高知重工建造、総トン数6,972.08t 全長141.7m 幅23.5m 最大出力16,000PS
最大速力23.08ノット 航海速力20.05ノット
旅客定員845名 8トントラック99台 乗用車48台
おくどうご3と書かれた大きな看板と現在の瀬戸内海航路では主流となっている車両甲板2階の大きな開口窓が特徴。 これまでの2隻とは異なりトラック輸送重視型にシフトした。船内設備もやや簡素化されたが、1981年に就航した 三宝海運の「ほわいとさんぽう2」に対抗するため、多少のグレードアップが図られた。
就航当時は6,400トン程度であったが、客室の延長工事を行い、総トン数と旅客定員が増えた。
1998年マルタに売船。
- ほわいとさんぽう2

10,181.97総トン、全長155.6m、幅23.6m、最大出力23,400PS、最大速力24ノット。
旅客定員1,050名。車両搭載数：8tトラック約88台、乗用車約52台。
1998年に三宝海運の廃業時に譲渡される。愛媛阪神フェリーの末期は唯一の所有船として活躍した。
フィリピンへ売却後2004年2月爆破テロにより全損・沈没した。